# Metachromadora pseudocampycoma
Metachromadora pseudocampycoma är en rundmaskart som beskrevs av Stephen Donald Hopper 1961. Metachromadora pseudocampycoma ingår i släktet Metachromadora och familjen Desmodoridae. Inga underarter finns listade i Catalogue of Life.